# Jean Gagnon
Jean Gagnon (* 21. Mai 1941 in Saint-Joseph-de-Lauzon; † 23. Dezember 2016 in Lévis, Quebec) war ein kanadischer Geistlicher und römisch-katholischer Bischof von Gaspé.

## Leben
Jean Gagnon empfing am 4. Juni 1966 die Priesterweihe.
Papst Johannes Paul II. ernannte ihn am 4. Dezember 1998 zum Weihbischof in Québec und zum Titularbischof von Lamdia. Die Bischofsweihe spendete ihm der Erzbischof von Québec, Maurice Couture RSV, am 19. März des nächsten Jahres; Mitkonsekratoren waren Raymond Dumais, Bischof von Gaspé, und Clément Fecteau, Bischof von Sainte-Anne-de-la-Pocatière.
Am 15. November 2002 wurde er durch Johannes Paul II. zum Bischof von Gaspé ernannt.
Am 2. Juli 2016 nahm Papst Franziskus seinen altersbedingten Rücktritt an.